# Copa Titano 2021-22
La Copa Titano 2021-22 fue la edición número 62 de la Copa Titano. La temporada comenzó  el 28 de septiembre de 2021 y finalizó el 30 de abril de 2022.
El equipo campeón garantiza un cupo en la primera temporada de la nueva Liga de Conferencia Europa de la UEFA 2022-23.
Tre Fiori conquistó su 8.º título tras ganar en la final al Folgore por el marcador de 3:1.

## Equipos participantes
| Club             | Ciudad         |
| ---------------- | -------------- |
| Cailungo         | Borgo Maggiore |
| Cosmos           | Serravalle     |
| Domagnano        | Domagnano      |
| Fiorentino       | Fiorentino     |
| Faetano          | Faetano        |
| Folgore/Falciano | Serravalle     |
| Juvenes/Dogana   | Serravalle     |
| La Fiorita       | Montegiardino  |
| Libertas         | Borgo Maggiore |
| Murata           | San Marino     |
| Pennarossa       | Chiesanuova    |
| San Giovanni     | Borgo Maggiore |
| Tre Fiori        | Fiorentino     |
| Tre Penne        | Serravalle     |
| Virtus           | Acquaviva      |

## Primera ronda
La Fiorita no jugó en esa ronda.

### Cosmos vs Tre Penne
| 28 de septiembre de 2021 | Cosmos                 | 2:3 (0:0) | Tre Penne                                      | Stadio Fonte dell'Ovo, Ciudad de San Marino, San Marino |                       |
| 20:45 (CEST)             | - Stella 58' - Ura 67' | Reporte   | - Badalassi 47' - Lombardi 57' - Zonzini 90+3' | Árbitro(s): Luca Zani                                   | Árbitro(s): Luca Zani |

| 27 de octubre de 2021 | Tre Penne                                     | 4:2 (1:0) (Global 7:4) | Cosmos                     | Fiorentino Federico Crescentini, Fiorentino, San Marino |                            |
| 20:45 (CEST)          | - Lombardi 14' - Gai 79', 81' - Ceccaroli 90' | Reporte                | - 55' Ura - 66' Di Addario | Árbitro(s): R. Del Vecchio                              | Árbitro(s): R. Del Vecchio |

### Juvenes/Dogana vs Pennarossa
| 28 de septiembre de 2021 | Juvenes/Dogana | 0:2 (0:1) | Pennarossa              | Campo Sportivo di Acquaviva, Acquaviva, San Marino |                         |
| 20:45 (CEST)             |                | Reporte   | - 44' Zago - 74' Tiboni | Árbitro(s): Marco Avoni                            | Árbitro(s): Marco Avoni |

| octubre de 2021 | Pennarossa                     | 2:1 (0:0) (Global 4:1) | Juvenes/Dogana | Campo Sportivo di Dogana, Dogana, San Marino |                      |
| 20:45 (CEST)    | - Tamburini 65' - Rastelli 72' | Reporte                | - 88' Merli    | Árbitro(s): N. Villa                         | Árbitro(s): N. Villa |

### Fiorentino vs Tre Fiori
| 29 de septiembre de 2021 | Fiorentino     | 1:1 (1:1) | Tre Fiori    | Fiorentino Federico Crescentini, Fiorentino, San Marino |                           |
| 20:45 (CEST)             | - Ben Kacem 8' | Reporte   | - 4' Ferraro | Árbitro(s): Giacomo Cenci                               | Árbitro(s): Giacomo Cenci |

| 26 de octubre de 2021 | Tre Fiori                          | 2:0 (1:0) (Global 3:1) | Fiorentino | Fiorentino Federico Crescentini, Fiorentino, San Marino |                      |
| 20:45 (CEST)          | - Gjurchinoski 15' - Simoncini 57' | Reporte                |            | Árbitro(s): A. Vandi                                    | Árbitro(s): A. Vandi |

### Domagnano vs San Giovanni
| 29 de septiembre de 2021 | Domagnano                       | 2:1 (1:0) | San Giovanni | Stadio di Domagnano, Domagnano, San Marino |                           |
| 20:45 (CEST)             | - Olivieri 27' - Fancellu 90+4' | Reporte   | - 78' Grechi | Árbitro(s): Antonio Ucini                  | Árbitro(s): Antonio Ucini |

| 26 de octubre de 2021 | San Giovanni | 0:1 (0:0) (Global 1:3) | Domagnano         | Stadio Fonte dell'Ovo, Ciudad de San Marino, San Marino |                      |
| 20:45 (CEST)          |              | Reporte                | - 90+3' Gabellini | Árbitro(s): A. Vandi                                    | Árbitro(s): A. Vandi |

### Virtus vs Murata
| 29 de septiembre de 2021 | Virtus           | 1:2 (0:1) | Murata                       | Campo Sportivo di Acquaviva, Acquaviva, San Marino |                                |
| 20:45 (CEST)             | - Apezteguía 81' | Reporte   | - 13' Bernardi - 59' Cangini | Árbitro(s): Mattia Andruccioli                     | Árbitro(s): Mattia Andruccioli |

| 27 de octubre de 2021 | Murata | 0:0 (Global 2:1) | Virtus | Campo Sportivo di Acquaviva, Acquaviva, San Marino |                      |
| 20:45 (CEST)          |        | Reporte          |        | Árbitro(s): G. Cenci                               | Árbitro(s): G. Cenci |

### Folgore vs Libertas
| 29 de septiembre de 2021 | Folgore      | 1:1 (0:0) | Libertas    | Campo Sportivo di Dogana, Dogana, San Marino |                              |
| 20:45 (CEST)             | - Fedeli 66' | Reporte   | - 60' Aruci | Árbitro(s): Alessandro Vandi                 | Árbitro(s): Alessandro Vandi |

| 27 de octubre de 2021 | Libertas     | 1:5 (1:1) (Global 2:6) | Folgore                                         | Stadio Fonte dell'Ovo, Ciudad de San Marino, San Marino |                            |
| 20:45 (CEST)          | - Olcese 18' | Reporte                | - 40', 90' Fedeli - 54' Hirsch - 59', 65' Dormi | Árbitro(s): M. Andruccioli                              | Árbitro(s): M. Andruccioli |

### Faetano vs Cailungo
| 29 de septiembre de 2021 | Faetano | 0:0     | Cailungo | Stadio Fonte dell'Ovo, Ciudad de San Marino, San Marino |                            |
| 20:45 (CEST)             |         | Reporte |          | Árbitro(s): Piccoli Andrea                              | Árbitro(s): Piccoli Andrea |

| 27 de octubre de 2021 | Cailungo | 0:2 (0:1) (Global 0:2) | Faetano                    | Stadio di Domagnano, Domagnano, San Marino |                     |
| 20:45 (CEST)          |          | Reporte                | - 20' Fatica - 51' Palazzi | Árbitro(s): L. Zani                        | Árbitro(s): L. Zani |

## Fase final

### Cuartos de final

#### La Fiorita vs Faetano
| 24 de noviembre de 2021 | La Fiorita                              | 3:0 (1:0) | Faetano | Campo Sportivo di Acquaviva, Acquaviva, San Marino |                              |
| 20:45 (CEST)            | - Di Maio 34' - Rinaldi 61' - Miori 78' | Reporte   |         | Árbitro(s): Alessandro Vandi                       | Árbitro(s): Alessandro Vandi |

| 8 de diciembre de 2021 | Faetano | 0:1 (0:1) (Global 0:4) | La Fiorita  | Campo Sportivo di Acquaviva, Acquaviva, San Marino |                       |
| 20:45 (CEST)           |         | Reporte                | - 32' Guidi | Árbitro(s): Luca Zani                              | Árbitro(s): Luca Zani |

#### Pennarossa vs Tre Fiori
| 24 de noviembre de 2021 | Pennarossa | 0:1 (0:0) | Tre Fiori     | Fiorentino Federico Crescentini, Fiorentino, San Marino |                                |
| 20:45 (CEST)            |            | Reporte   | - 56' Ferraro | Árbitro(s): Mattia Andruccioli                          | Árbitro(s): Mattia Andruccioli |

| 8 de diciembre de 2021 | Tre Fiori                                     | 3:1 (1:1) (Global 4:1) | Pennarossa | Fiorentino Federico Crescentini, Fiorentino, San Marino |                           |
| 20:45 (CEST)           | - Grani 6' - Gjurchinoski 68' - Ferraro 90+3' | Reporte                | - 44' Zago | Árbitro(s): Giacomo Cenci                               | Árbitro(s): Giacomo Cenci |

#### Folgore vs Murata
| 24 de noviembre de 2021 | Folgore | 0:0     | Murata | Campo Sportivo di Dogana, Dogana, San Marino |                       |
| 20:45 (CEST)            |         | Reporte |        | Árbitro(s): Luca Zani                        | Árbitro(s): Luca Zani |

| 8 de diciembre de 2021 | Murata     | 1:2 (0:1) (Global 1:2) | Folgore                  | Campo Sportivo di Dogana, Dogana, San Marino |                         |
| 20:45 (CEST)           | - Tani 78' | Reporte                | - 28' Dormi - 62' Fedeli | Árbitro(s): Marco Avoni                      | Árbitro(s): Marco Avoni |

#### Domagnano vs Tre Penne
| 24 de noviembre de 2021 | Domagnano                   | 2:0 (0:0) | Tre Penne | Stadio Fonte dell'Ovo, Ciudad de San Marino, San Marino |                         |
| 20:45 (CEST)            | - Parma 46' - Gabellini 79' | Reporte   |           | Árbitro(s): Marco Avoni                                 | Árbitro(s): Marco Avoni |

| 8 de diciembre de 2021 | Tre Penne                 | 2:1 (1:1) (Global 2:3) | Domagnano    | Stadio Fonte dell'Ovo, Ciudad de San Marino, San Marino |                              |
| 20:45 (CEST)           | - Gai 43' - Badalassi 60' | Reporte                | - 33' Gaiani | Árbitro(s): Alessandro Vandi                            | Árbitro(s): Alessandro Vandi |

### Semifinal

#### La Fiorita vs Tre Fiori
| 23 de abril de 2022 | La Fiorita | 0:3(2:0) | Tre Fiori                                             | Stadio Fonte dell'Ovo, Ciudad de San Marino, San Marino |                        |
| 20:45 (CEST)        |            | Reporte  | - A. De Falco 32 - A. Lentini 42 - B. Gjurchinoski 54 | Árbitro(s): L. Barbeno                                  | Árbitro(s): L. Barbeno |

| 27 de abril de 2022 | Tre Fiori                     | 2:3(1:1) (Global 5:3) | La Fiorita                                         | Campo Sportivo di Acquaviva, Acquaviva, San Marino |                  |
| 20:45 (CEST)        | - Adam 33 - F. Dolcini 90'+6' | Reporte               | - M. Sanchez 19 - T. Zafferani 74 - A. Grandoni 85 | Árbitro(s): [[]]                                   | Árbitro(s): [[]] |

#### Folgore vs Domagnano
| 23 de abril de 2022 | Folgore                        | 2:0(2:0) | Domagnano | Campo Sportivo di Acquaviva, Acquaviva, San Marino |                            |
| 20:45 (CEST)        | - E. Docente 28 - A. Pasini 31 | Reporte  |           | Árbitro(s): D. De Girolamo                         | Árbitro(s): D. De Girolamo |

| 27 de abril de 2022 | Domagnano        | 1:1(1:1) (Global 1:3) | Folgore         | Stadio Fonte dell'Ovo, Ciudad de San Marino, San Marino |                            |
| 20:45 (CEST)        | - N. Angelini 18 | Reporte               | - F. Sottile 14 | Árbitro(s): M. Andruccioli                              | Árbitro(s): M. Andruccioli |

### Final

#### Tre Fiori vs Folgore
| 30 de abril de 2022 | Tre Fiori                                                                   | 3:1 (3:0) | Folgore         | Stadio Olimpico di Serravalle, Serravalle, San Marino |                         |
| 13:45 (CEST)        | Alessandro D'Addario 5' · Federico Dolcini 14' · Andrea de Falco 37' (pen.) | Reporte   | Eric Fedeli 72' | Árbitro(s): Marco Avoni                               | Árbitro(s): Marco Avoni |

## Goleadores
Actualizado el 30 de abril de 2022.
| Pos. | Jugador            | Equipo           | Goles |
| ---- | ------------------ | ---------------- | ----- |
| 1    | Eric Fedeli        | Folgore/Falciano | 5     |
| 2    | Nicola Gai         | Tre Penne        | 3     |
|      | Lorenzo Dormi      | Folgore/Falciano | 3     |
|      | Luca Ferraro       | Tre Fiori        | 3     |
|      | Bojan Gjurchinoski | Tre Fiori        | 3     |